# トルコ大国民議会
トルコ大国民議会（トルコだいこくみんぎかい、トルコ語: Türkiye Büyük Millet Meclisi, TBMM）は、トルコ共和国の立法府。祖国解放戦争（トルコ革命）中の1920年に、アンカラで召集された大国民議会を起源とする。初代議長はムスタファ・ケマル（のちのトルコ共和国初代大統領、ムスタファ・ケマル・アタテュルク）。
議会堂は、首都アンカラの官庁街の南に位置し、北を向いて建てられている。本会議議場はいわゆる大陸型で、演壇を中心に議員席が扇状に広がっている。議場のデザインは赤と白を基調とする近代的なもので、議長席の背後には、1982年憲法第6条の「主権は絶対的に国民に属する（Egemenlik, kayıtsız şartsız Milletindir）」の文言が碑文として彫り込まれている。

## 現憲法下の大国民議会

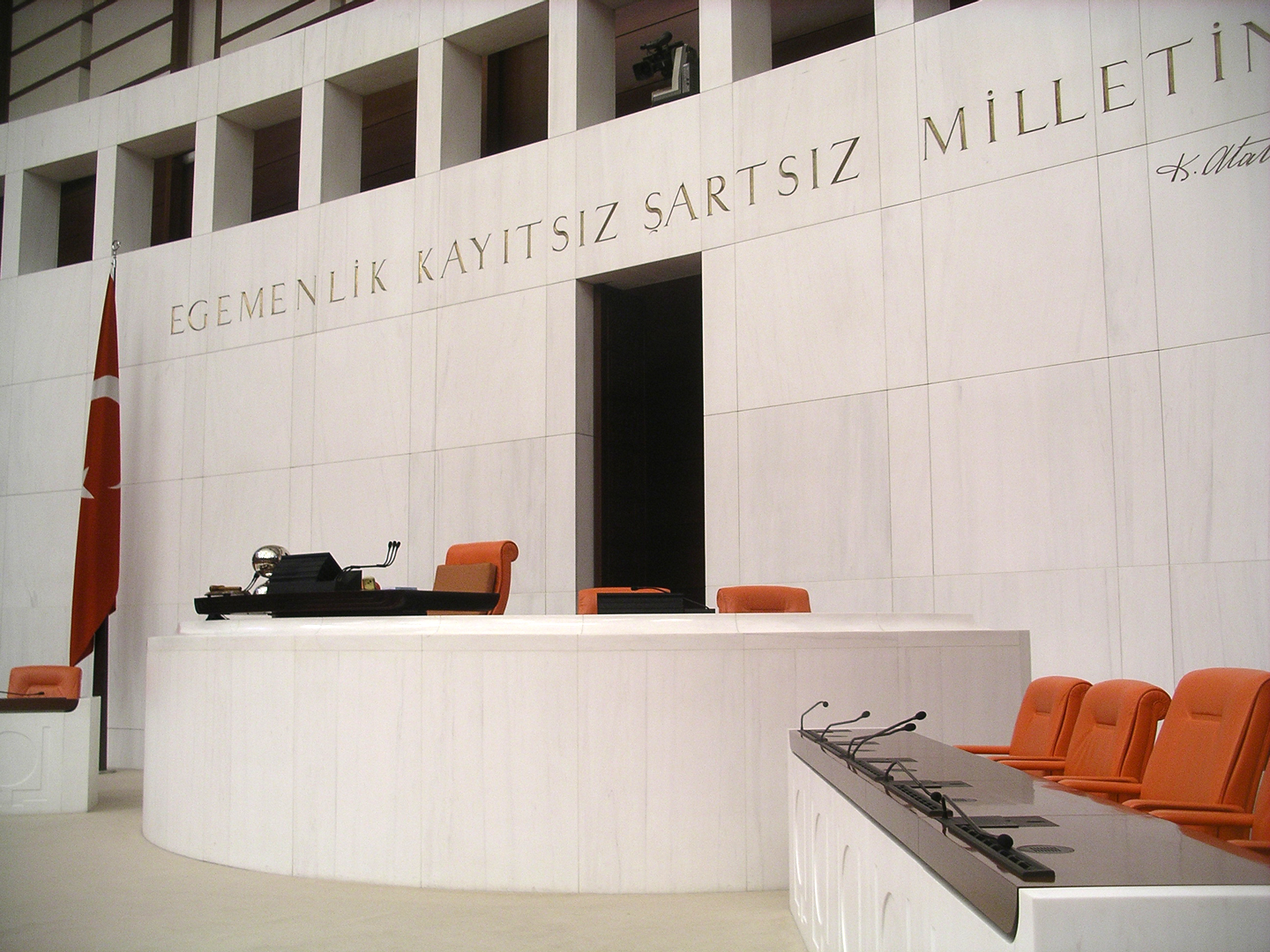
議長席

1982年に制定された現在の憲法により、大国民議会は一院制で、他の機関に譲渡されることのない立法権を有する、国家において唯一最高の立法機関である。
機能は日本の国会に相当し、内閣を監督し、法律を制定、改正、撤廃し、行政府の結んだ条約を批准し、宣戦布告を承認する。
また、議院内閣制を取るトルコでは、首相は大国民議会で選出される。大統領は大国民議会により選出されると規定されていたが、2007年の憲法改正により、国会議員20名以上、または直近の総選挙で10%以上の票を得た政党に推薦された候補者から国民投票により選出されるよう規定が改められた。これに対し、首相は必ず大国民議会の議員でなくてはならないが、議会が直接選出するのではなく、大統領が指名した組閣担当者の作成する、首相を含めた閣僚名簿に議会が承認を与えるという手順をとる。トルコは一般的に言えば小党乱立の時期が長いため、単独で議会の過半数を制する政党が出現することは少なかった。そのため、組閣担当者の指名や閣僚名簿の作成に関しては政党間で複雑な政治的駆け引きが展開されることが多かった。また、大統領が閣僚名簿の内容に介入することも良く見られた。実際、近年のアブドゥッラー・ギュル内閣の就任に際しても、閣僚名簿の一部が大統領の介入によって一部差し替えられた。
議員の法定任期は4年だが（2007年10月21日の国民投票による憲法改正まで任期は5年であった）、条件を満たせば任期前に前倒しの総選挙が実施できる。また、戦時下においては1年を限度に任期を延長できる。
議員定数は600で、全国に81ある県（il）を単位に選挙区とする比例代表制選挙で選出される。ただし、過去の憲法体制下でみられたような地域主義政党の当選と小党乱立を阻止するため、非常に厳しい最低得票率条項が設定されており、当該選挙区と全国合計の双方で得票率が10%を超えない場合議席はまったく配分されず、他の政党にまわされる。この最低得票率条項のため、2002年11月3日に行われた総選挙では、全体の46パーセントが死票となり、議会に議席を送ることのできた政党はわずか2党のみであった（もっとも、その後の議員の所属変更により、議会勢力は3党になっている）。その一方で個人の無所属での立候補もみとめられており、この場合は全国での得票率制限は課されない。前述の2002年総選挙においては9人の無所属候補者が当選した。2011年6月に行われた総選挙で10％阻止条項を突破して議席を得た三党（公正発展党・共和人民党・民族主義者行動党）の合計得票は88.51％で議席獲得可能性が高い政党へ支持が集中する結果となった。また無所属候補は36名が当選した（大半はクルド系政党である平和民主党の候補者）。
日本の通常国会にあたる定例議会は、毎年9月1日に自律召集される。閉会中や休会中の召集は、大統領および大国民議会議長の権限である。
議会の運営は、大国民議会議長理事会（Türkiye Büyük Millet Meclisi Başkanlık Divanı）が行う。その構成員は議長以下、4人の副議長、6人の書記、3人の運営委員である。

## 歴史

### 大国民議会の成立

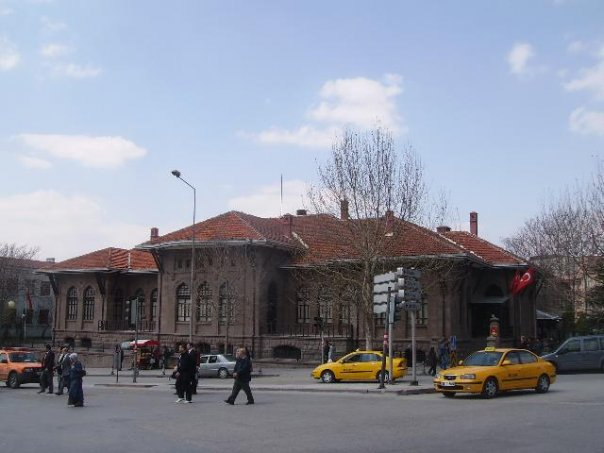
アンカラ・ウルス地区にある大国民議会の初代議事堂。現在は博物館となっている。

大国民議会の遠源は、オスマン帝国憲法に基づいて1877年に召集されたオスマン帝国議会（ただし、1878年から1908年まで停止）にあると言える。
第一次世界大戦敗戦後の1919年、軍の指導者たちがオスマン帝国を占領分割しようとしている諸外国に対する抵抗運動を組織するため、アナトリアのエルズルムとスィヴァスで会議を開き、大戦中の英雄ムスタファ・ケマルが主導権を握って、トルコ人が住民の多数を占めるアナトリアとヨーロッパ側のトラキア（ルメリア）の領土保全を掲げるアナトリア・ルメリア権利擁護委員会を結成した。諸外国との講和を進めていたイスタンブールの帝国政府はアナトリアで起こったこの動きに驚き、反占領軍運動の懐柔と妥協をはかるため、同年末に帝国議会の総選挙を実施した。
しかし、国民の大多数の支持は権利擁護委員会に集まり、新議会は権利擁護委員会の影響下に入った。新議会は1920年1月28日に今後の方針を掲げる「国民誓約」を採択するが、その内容はアナトリア・ルメリア権利擁護委員会の主張と同じように、アラブ人居住地域を除くオスマン帝国領の領土保全とイスタンブールの安全を諸外国に要求し、賠償の支払いを拒否する内容であった。これに脅威を感じたイギリスら連合国は同年3月16日にイスタンブールを占領し、4月11日には諸外国の圧力に屈した皇帝メフメト6世によって帝国議会が解散される。
一方、議会には参加せずアナトリアに留まっていたムスタファ・ケマルは、イスタンブールを脱出した帝国議会議員88名をアナトリア中央部のアンカラに集め、権利擁護委員会の各支部から選出した349名の議員とあわせて、同年4月23日に大国民議会を開いた。これが後のトルコ大国民議会の起源である。その議事堂はアンカラのウルス地区にあり、現在も記念建造物として保存されている。
大国民議会はムスタファ・ケマルを議長に選出し、続いて閣僚を選出して内閣を組閣した。首相は置かれずにケマル議長が閣議を主催し、大国民議会は祖国解放戦争という非常事態の中で、立法、行政、司法の三権全てを掌握する政府の最高機関となった。この時点でオスマン帝国の枠内には、諸外国の占領を甘受してでも既存の帝国政府の維持をはかるイスタンブールの皇帝政府と、占領抵抗運動を組織化した革命政権であるアンカラの大国民議会政府に事実上分裂したことになる。

### 一党制期
1922年、アンカラ政府はアナトリアのエーゲ海沿岸の都市イズミルを占領していたギリシャ軍を追い、連合国と休戦協定を結んだ。解放戦争においてアンカラ政府の首班、全軍の総司令官として活躍し、救国の英雄としての名声とともに、議会内で絶対的な指導力を握るに至っていたムスタファ・ケマルは、この実力を背景に、イスラム教を国教とする多民族国家であったオスマン帝国を廃絶し、新たに世俗的なトルコ民族の国民国家としてのトルコ国家を建設することを企図していた。
1922年秋、講和条約の交渉が始まるに際し、交渉の場にアンカラ政府とともにイスタンブール政府の代表も招かれた。大国民議会はここにおいてイスタンブール政府の廃絶を決定し、1922年11月1日をもって皇帝の世俗政治指導者としての側面であるスルタン制の廃止を決議、11月4日にイスタンブール政府の内閣は総辞職し、11月17日には廃帝メフメト6世が国外に亡命してオスマン帝国政府は滅亡した。
さらにケマルは議会内外の根強い反対を押し切り、1923年10月29日に議会に共和制を宣言させてトルコ共和国を建国、自らが大統領に就任し、側近のイスメト（のちのイノニュ）を首相に指名した。1924年制定の共和国最初の憲法は、国権の各権限を大統領と議会を中心に統合する強い権限が付与された。トルコ共和国初代大統領となったケマルは、自身を党首とする共和人民党の一党独裁制を確立して議会の全議席を自党で占めさせ、議会は大統領の意のままに様々な近代化改革を推進していった。

### 多党制の導入
1938年11月10日にムスタファ・ケマル・アタテュルクが死去すると、イスメト・イノニュが新大統領となり、独裁体制を引き継ぐ。
しかし、第二次世界大戦にともなう準戦時体制はいまだ脆弱なトルコ経済を圧迫し、共和人民党の独裁体制に対する不満が高まっていた。
1946年には共和人民党内の改革派が離党し、民主党を結成した。同年に最初の多党制選挙が実施され、民主党は結党直後で選挙準備不足があきらかであったにもかかわらず62議席を獲得した。さらに1950年の選挙では408議席を獲得して過半数を大幅に上回る圧倒的な議席数を獲得し、その後10年間にわたって過半数を維持しつづけた。
こうしてトルコ議会に多党制が定着したが、その後期には経済政策の失敗から国政を混乱させた民主党長期政権は、今度は失点を糊塗するために独裁体制構築に向かい、野党の共和人民党を抑圧する事態となった。1960年、ついに軍部がクーデターを敢行し、民主党政権を打倒した。

### 第二共和制から第三共和制へ
1961年には新憲法が制定され、第一共和制の1924年憲法が独裁体制を招いた反省から、大国民議会の最高権限は緩和された上、従来の議会に加えて上院が設置され、二院制に改められた。司法が立法から完全に独立して三権分立が確立し、また、議会の独走を防ぐために、立法の合憲性を判断し、違憲と判断された法を破棄する権限をもつ憲法裁判所が最高裁判所とは別に設立された。
同年、民政移管とともに総選挙が実施され、共和人民党が第一党となったが定数450に対して173議席を得るに留まり、小党が乱立した。これは、第一党に対する権力独占を防ぐため、比例代表制が導入された結果である。また、旧民主党グループの公正党が158議席を占めて第二党につけ、第二共和制において多党制は完全に定着することになった。
しかし、第二共和制では小党の乱立が問題となることとなった。議会には多くの政党がひしめき、さらにイスラム主義（イスラム的原理の政治への導入を目指す主義）を掲げる国民救済党や、排外的なトルコ民族主義の政党民族主義者行動党が常に数十議席を獲得して連立政権組閣工作のキャスティング・ボートを握る一方、共和人民党・公正党の二大政党の指導力が低下した。さらに1970年代末に入ると議会外まで巻き込んだ左右対立と宗教派・世俗派の対立が激化し、政局は混乱した。
この状況を収拾すべく、1980年にトルコ共和国の歴史において二度目となる軍部のクーデターが敢行され、第二共和制は終焉した。このクーデターにおいて、軍部は危機的状況を招いた政治家の無能を糾弾し、既存の政党を全て解散させた。議会の小党乱立の弊害という反省に立ち制定されたのが現行のトルコ共和国憲法であり、上院は消滅してトルコの立法府は再び一院制に戻ることになった。